# Copla andalusa
La copla andalusa è una forma musicale che fiorì in Spagna specialmente negli anni quaranta del Novecento. Antonio Quintero, Rafael de León e Manuel Quiroga sono i tre più importanti creatori di questo genere musicale.
Trae il suo nome dalla copla che è una forma poetica iberica di antica tradizione.

## Interpreti ed esecutori principali
Una delle prime interpreti fu Raquel Meller (1888 - 1962). Durante la sua attività ha cantato molte canzoni di questo genere musicale portandolo alla notorietà in tutta la Spagna e anche trasformandolo in modo da renderlo come oggi è conosciuto. Imperio Argentina, Estrellita Castro, Concha Piquer, Miguel de Molina, Lola Flores, Marifé de Triana, Rocío Jurado, Juanita Reina, Manolo Escobar, Juanito Valderrama, Antonio Molina e María del Monte sono solo alcuni dei migliori interpreti del genere nella storia spagnola. Anche negli ultimi anni questo genere non è stato abbandonato, anzi è in atto, da parte di molti interpreti una trasformazione ed un adattamento del genere ai tempi attuali come Isabel Pantoja, Diana Navarro o Pilar Boyero.